# Quiero contarte
Quiero Contarte es el séptimo álbum de la cantautora española Merche. Fue lanzado el 4 de noviembre del 2014. 

## Historia
En su nuevo disco, Merche da otra vuelta de tuerca a su sólida carrera con un sonido renovado que está revolucionando a su legión de seguidores desde el adelanto de Te espero cada noche. La revolución llega por el propio estilo que desprende el álbum, séptimo de su carrera y producido por Miguel Ángel Collado, responsable de discos de Pablo Alborán o Sergio Dalma. La Merche de siempre  es capaz de sorprender y, de paso, poner en ebullición a sus fanes.
Nada volverá a ser lo mismo tras Quiero contarte en la carrera de esta gaditana en plenitud, capaz de mezclar con asombrosa naturalidad lo vanguardista con lo clásico, el jazz con el folclore andaluz y los sonidos caribeños con la electrónica. Combinar los viejos tiempos con los más actuales está en su ADN, el ADN de un talento que no para de crecer a golpe de canción.
Recordar que 'Quiero contarte', su debut en Sony Music, entró directo al N.º 5 en la lista de álbumes más vendidos, mejorando así la marca de su anterior trabajo de estudio, y donde la artista acompaña ese genio para la música con una de las voces femeninas más poderosas que ha dado la música en España. Desde su debut discográfico en 2002 con 'Mi sueño' hasta su último trabajo, la trayectoria de Merche se ha caracterizado por la credibilidad y naturalidad de sus interpretaciones, pero también por su facilidad para conectar con el público, como lo demuestran más de 1000 conciertos en escenarios de España y Latinoamérica.

## Lista de canciones
- 1. Te espero cada noche - 3:54
- 2. Mentira - 3:20
- 3. Solo tú - 4:01
- 4. Perro y gato - 4:23
- 5. Todo llegará - 3:42
- 6. Dos amigos - 3:40
- 7. No me quiero enamorar - 3:51
- 8. Dilo tu primero - 3:13
- 9. Vive el momento - 4:10
- 10. Mírame aquí me tienes (dúo Salvador Beltrán) - 3:52
- 11. Te vas - 4:30
- 12. Nana - 3:45
- 13. Mentira (Versión Acústica) (Solo en iTunes)

## Videoclips
Te Espero Cada Noche (Lyric Video) (Publicado 28 de julio de 2014) (Más de 4.000.000 de visualizaciones)
Dos Amigos (Publicado 12 de febrero de 2015) (Más de 3.000.000 de visualizaciones)
Vive el Momento (Saga WhiteBlack Remix) ft. José de Rico (Publicado 18 de septiembre de 2015) (Más de 4.000.000 de visualizaciones)

## Listas
| Posición | 5 | 13 | 17 | 30 | 41 | 41 | 52 | 55 | 54 | 51 | 50 | 52 | 52 | 74 | 60 | 50 | 92 | 65 | 80 | 83 | 92 | 58 |

### Copias y certificaciones
| País   | Proveedor  | Año  | Ventas | Copias certificadas (según IFPI) |
| Europa |            |      |        |                                  |
| España | Promusicae | 2014 |        |                                  |